# Folliculite
 Mise en garde médicale
La folliculite est l'inflammation d'un ou de plusieurs follicules pileux formant une papulo-pustule. Elle peut donc survenir à tous les endroits pourvus de poils : visage, tronc, cuisses, cuir chevelu ou autres. Son origine peut être bactérienne, mycosique, virale ou non-infectieuse. Les folliculites peuvent être superficielles — ostio-folliculite — ou profondes : furoncle, anthrax staphylococcique, etc.
2 formes cliniques particulières existent : l'orgelet (folliculite d'un cil) et le sycosis (folliculite de la barbe).

## Crédits
- (en) Cet article est partiellement ou en totalité issu de l’article de Wikipédia en anglais intitulé « Folliculitis » (voir la liste des auteurs).